# Chloropoea hippolyte
Chloropoea hippolyte är en fjärilsart som beskrevs av Dru Drury 1782. Chloropoea hippolyte ingår i släktet Chloropoea och familjen praktfjärilar. Inga underarter finns listade i Catalogue of Life.